# Leverton (Lincolnshire)
Leverton – wieś i civil parish w Anglii, w hrabstwie Lincolnshire, w dystrykcie Boston. Leży 49 km na południowy wschód od Lincoln i 168 km na północ od Londynu.
W 2011 roku civil parish liczyła 689 mieszkańców. Leverton jest wspomniana w Domesday Book (1086) jako Levretune.